# Westraltrachia
Westraltrachia é um género de gastrópode  da família Camaenidae.
Este género contém as seguintes espécies:
- Westraltrachia alterna
- Westraltrachia inopinata
- Westraltrachia lievreana
- Westraltrachia porcata
- Westraltrachia recta
- Westraltrachia subtila
- Westraltrachia turbinata